# Truscottite
La truscottite è un minerale.